# Horquilla (Chaco)
Horquilla es una localidad argentina situada en el sur de la Provincia del Chaco, en el departamento Tapenagá. Depende administrativamente del municipio de Charadai, de cuyo centro urbano dista unos 20 km.

## Vías de comunicación
Horquilla se halla sobre la Ruta Provincial 66, que la comunica al norte con la Ruta Provincial 10, y por esta con Machagai, mientras que al sur la 66 la vincula con la Ruta Provincial 13. Las rutas 13 y 7 pueden considerarse también accesos por su cercanía, la 13 la comunica al oeste con Haumonia y la Provincia de Santiago del Estero, y al este con Charadai y la Ruta Nacional 11. La ruta 7 la comunica al norte Presidencia de la Plaza y General José de San Martín, y al sur con Charadai y la Provincia de Santa Fe.
El acceso más importante lo constituye la Ruta 13, que llega al pavimento más cercano en la localidad de Samuhú, distante unos 50 km. La ruta 13 —a diferencia de las 7 y 66— tiene proyectos de pavimentación.

## Población
Su población era de 151 habitantes (Indec, 2001), lo que representa un incremento del 62,4% frente a los 93 habitantes (Indec, 1991) del censo anterior.